# إيفيري باديز تنس بورتبل
إيفيري باديز تنس (بالإنجليزية: Everybody's Tennis Portable)‏، هي لعبة فيديو يابانية، ومن نوع رياضة تنس، وهي من تطوير ستوديو كيلاب هانز، ومن نشر سوني كمبيوتر إنترتنمنت، صدرت اللعبة في الأسواق سنة 2010، وتعمل على منصة بلاي ستيشن بورتبل الحصرية.